# George G. Hall
George G. Hall (anglès: George Garfield Hall)  (Belfast, 5 de març de 1925 - Nottingham, 6 de maig de 2018) fou un matemàtic nord-irlandès conegut pel seu treball original i les seves contribucions al camp de la química quàntica. Independentment de Clemens C. J. Roothaan, Hall va descobrir les equacions de Roothaan-Hall.

## Educació i carrera professional
Hall va estudiar a la Universitat de Queen's de Belfast i al St John's College de Cambridge, on va estudiar un doctorat sota la supervisió de John Lennard-Jones. Pel seu treball sobre les equacions de Roothaan-Hall, Hall va rebre un doctorat per la Universitat de Cambridge el 1950. Més tard va donar classes a Cambridge com a assistent d'investigació en química teòrica, abans de ser elegit per a una beca al St John's College el 1953. Del 1955 al 1962 va donar classes de matemàtiques a l'Imperial College London. Entre el 1957–58 va passar un any amb Per-Olov Löwdin a Uppsala, Suècia. Es va convertir en professor de matemàtiques a la Universitat de Nottingham el 1962. El 1982 es va jubilar anticipadament de Nottingham i va ser nomenat professor emèrit. El 1983 és va traslladar a la Universitat de Kyoto, Japó, i va tornar a Nottingham el 1988. Ha col·laborat amb (entre d'altres) A.T. Amos, K. Collard i D. Rees. Va ser professor emèrit i investigador sènior al Shell Centre per a l'educació matemàtica de la Universitat de Nottingham.
Va rebre diversos títols honorífics pel seu treball: un doctorat en ciències per la Universitat de Maynooth (2004), un doctorat en ciències per la Universitat de Cambridge i un doctorat en enginyeria per la Universitat de Kyoto. Va ser membre de l'Acadèmia internacional de ciència quàntica molecular.
Hall va tenir tres fills i sis néts. Va morir a Nottingham el 6 de maig de 2018 amb 96 anys.

## Llibres
- G. G. Hall, Matrices and tensors. Pergamon (1963).
- G. G. Hall, Applied Group Theory. Longman (1965) i American Elsevier Publishing Co., Inc. (1967).
- G. G. Hall, Molecular Solid-State Physic. Springer (1991).